# Cesta y puntos
Cesta y puntos fue un concurso de televisión español estrenado en 1965 en TVE. Estaba presentado por Daniel Vindel y se dirigía principalmente a los alumnos que cursaban bachillerato. 

## Formato
La mecánica del programa consistía en enfrentar a dos equipos de sendos colegios en pruebas en las que se combinaban rondas de preguntas culturales y pruebas deportivas basabas en las reglas del baloncesto. Los equipos que más puntos acumulaban en su programa se clasificaban para la final de cada temporada. Durante los cinco años que duró en antena concursaron centenares de colegios de toda España en el programa. Los jóvenes concursantes ganadores conseguían premios personales y para los centros donde estudiaban.

## Premios
- 1968, Premio Ondas al Mejor Programa Cultural.